# IC 2051
IC 2051 је спирална галаксија у сазвјежђу Трпеза која се налази на листи објеката дубоког неба у Индекс каталогу.
Деклинација објекта је - 83° 49' 55" а ректасцензија 3h 52m 0,3s. Привидна величина (магнитуда) објекта IC 2051 износи 11,5 а фотографска магнитуда 12,3. Налази се на удаљености од 23,975 милиона парсека од Сунца. IC 2051 је још познат и под ознакама ESO 4-7, AM 0358-835, IRAS 03583-8358, PGC 13999.